# ZEPA Espacio marino de Ifac
ZEPA Espacio marino de Ifac este o arie protejată (arie de protecție specială avifaunistică — SPA) din Spania întinsă pe o suprafață de 933,18 ha, integral marine.

## Localizare
Centrul sitului ZEPA Espacio marino de Ifac este situat la coordonatele 38°38′58″N 0°04′45″E / 38.6494°N 0.0791°E.

## Înființare
Situl ZEPA Espacio marino de Ifac a fost declarat arie de protecție specială avifaunistică în iunie 2009 pentru a proteja 4 specii de animale.

## Biodiversitate
Situată în ecoregiunile marină mediteraneană și mediteraneană, aria protejată conține 2 habitate naturale: Bancuri de nisip acoperite în permanență slab de apă marină, Straturi cu Posidonia (Posidonion oceanicae).
La baza desemnării sitului se află mai multe specii protejate de  păsări (4): Hydrobates pelagicus, Larus audouinii, Phalacrocorax aristotelis desmarestii, Puffinus mauretanicus.